# John Fielding
Pour les articles homonymes, voir Fielding.
John Fielding, né à Londres le 16 septembre 1721, et mort dans la même ville le 4 septembre 1780, est un magistrat et réformateur social britannique du XVIIIe siècle qui connut la célébrité en son temps.

## Biographie
John Fielding était le demi-frère d'Henry Fielding, romancier, dramaturge et magistrat, lequel était son aîné de quatorze ans. Atteint de cécité dans un accident maritime à l'âge de 19 ans, John Fielding ne s'empêche pas pour autant de monter sa propre affaire puis, sous la conduite de son frère, d'étudier le droit durant ses moments de loisir.
En 1750, il est nommé adjoint de son frère, et l'aide notamment dans sa lutte contre la corruption et pour l'amélioration du système judiciaire londonien. Les deux frères créent par exemple la première brigade professionnelle de police, les Bow Street Runners, du nom du siège de leur cour de justice, et diffusent régulièrement une « gazette de police » contenant des descriptions de criminels connus. Les Fielding jettent également les bases pour la création du premier service de casier judiciaire.
Lorsque son frère meurt en 1754, John, en dépit de son infirmité, est nommé magistrat à sa place à Bow Street. Désormais familièrement surnommé « le Bec aveugle » (The Blind Beak), il passe pour être capable de reconnaître plus de 3 000 repris de justice rien qu'au son de leur voix. Dans cette charge, il développe et met en pratique ses idées sur la prévention en matière criminelle et sur l'utilité du plein emploi pour la jeunesse. Il est adoubé chevalier par la Couronne britannique en 1761.

## Portraits
Le visage de Sir John Fielding est resté célèbre, en raison du portrait que fait de lui, en 1762, le peintre Nathaniel Hone (1718-1784), et qui est conservé à la National Portrait Gallery de Londres, laquelle conserve en outre quatre autres portraits de lui, dont une « manière noire » (mezzotint) de William Dickinson, réalisée en 1778 d'après une œuvre antérieure (non conservée) de Matthew William Peters.

## Dans la littérature
- Le romancier britannique Charles Dickens prend Sir John Fielding comme l'un des personnages de son roman historique Barnaby Rudge, publié en 1841, dont l'action se déroule en grande partie durant les Gordon Riots, les émeutes anti-catholiques qui se sont produites du 2 au 10 juin 1780 à Londres.
- Deux siècles après sa disparition, la figure de Sir John Fielding connaît un regain de popularité au Royaume-Uni et sa notoriété devient internationale grâce à une série de dix romans policiers historiques publiés de 1994 à 2003 (plus un roman posthume en 2005) par l'écrivain américain Bruce Alexander (1932-2003), qui a étroitement mêlé, dans un savant cocktail littéraire, faits historiques, traits de caractère connus et intrigues criminelles fictives.
- John Fielding est aussi un personnage important d'une série d'autres romans policiers historiques, L'Apothicaire de Londres (titres originaux anglais : Death in the Dark Walk) de Deryn Lake parue aux Éditions du Masque dans la collection « Labyrinthes ».
- Il est également un personnage important dans Les Démoniaques de John Dickson Carr, roman policier historique se déroulant en 1757.